# Сан Ладзаро ди Савена
Сан Ла̀дзаро ди Савѐна (на италиански: San Lazzaro di Savena, на местен диалект San Lâzer, Сан Ладзер) е град и община в северна Италия, провинция Болоня, регион Емилия-Романя. Разположен е на 62 m надморска височина. Населението на общината е 31 446 души (към 2012 г.).